# Kanton Castelsarrasin-2
Der Kanton Castelsarrasin-2 war von 1973 bis 2015 ein französischer Wahlkreis im Arrondissement Castelsarrasin, im Département Tarn-et-Garonne und in der Region Midi-Pyrénées; sein Hauptort war Castelsarrasin.

## Gemeinden
Der Kanton Castelsarrasin-2 bestand aus einem Teil der Stadt Castelsarrasin (angegeben ist hier die Gesamteinwohnerzahl, im Kanton lebten etwa 6.800 Einwohner der Stadt) und weiteren fünf Gemeinden:
| Gemeinde            | Einwohner Jahr | Fläche km² | Bevölkerungsdichte | Code INSEE | Postleitzahl |
| ------------------- | -------------- | ---------- | ------------------ | ---------- | ------------ |
| Albefeuille-Lagarde | 611 (2013)     | 8,03       | 76 Einw./km²       | 82001      | 82290        |
| Barry-d’Islemade    | 903 (2013)     | 11,35      | 80 Einw./km²       | 82011      | 82290        |
| Les Barthes         | 523 (2013)     | 8,2        | 64 Einw./km²       | 82012      | 82100        |
| Castelsarrasin      | 13.739 (2013)  | –          | – Einw./km²        | 82033      | 82100        |
| Labastide-du-Temple | 1.149 (2013)   | 10,92      | 105 Einw./km²      | 82080      | 82100        |
| Meauzac             | 1.333 (2013)   | 11,77      | 113 Einw./km²      | 82108      | 82290        |